# Franz Skorzak
Franz Skorzak (* 28. Januar 1929 in Flensburg) ist ein deutscher Politiker (CDU).

## Leben und Beruf
Nach dem Besuch der Volksschule absolvierte er eine Lehre als Dreher und anschließend eine Lehre als Kfz-Schlosser. Die Gesellenprüfungen legte er 1946 und 1948 ab. Anschließend war er als Kfz-Schlosser bis 1954 tätig. Ab 1955 war er als Gewerkschaftssekretär tätig. Ab 1963 war er Kreisvorsitzender des DGB in Ahaus. 1949 wurde Skorzak Mitglied der CDU.
Er ist verheiratet und hat vier Kinder.

## Abgeordneter
Vom 30. Mai 1985 bis zum 31. Mai 1995 war Skorzak Mitglied des Landtags des Landes Nordrhein-Westfalen. Er wurde jeweils im Wahlkreis 093 Borken III direkt gewählt.
Dem Kreistag des Landkreises Moers gehörte er von 1961 bis 1963, dem des Kreises Ahaus von 1974 bis zur Gebietsreform am 31. Dezember 1974 und dem Kreistag des Kreises Borken vom 1. Januar 1975 bis 1992 an. Mitglied der Landschaftsversammlung Westfalen-Lippe war er von 1975 bis 1985.

## Öffentliche Ämter
Vom 13. November 1968 bis zum 31. Dezember 1974 war er Landrat des Kreises Ahaus und vom 1. Januar 1975 bis 1992 Landrat des Kreises Borken.

## Sonstiges
Am 7. Dezember 1982 wurde ihm das Bundesverdienstkreuz am Bande verliehen. 